# Germano Del Mastro
Germano Del Mastro (Campo di Giove, 26 luglio 1904 – Coma, 29 agosto 1937) è stato un militare italiano, decorato con la medaglia d'oro al valor militare alla memoria nel corso delle grandi operazioni di polizia coloniale in Africa Orientale Italiana.

## Biografia
Germano Del Mastro nacque il 26 luglio 1904 a Campo di Giove, figlio di Francesco Del Mastro e Rebecca Topaldo. Il 18 maggio 1924 si arruolò nel Regio Esercito come soldato di leva nel 28º Reggimento fanteria "Pavia", venendo promosso caporale il 15 agosto e caporale maggiore il 31 gennaio 1925, ed infine posto in congedo il 15 ottobre dello stesso anno. Nel luglio 1931 fu richiamato per istruzione nel 14º Reggimento fanteria "Pinerolo" e promosso al grado di sergente. Dopo aver trascorso alcuni mesi nel 96º Reggimento fanteria "Udine", nel settembre 1935 venne richiamato nuovamente e nel gennaio 1935 partì quindi volontario per la Cirenaica, assegnato come sergente al LV Battaglione coloniale. Il 23 settembre si imbarcò a Tobruk, diretto in Africa Orientale Italiana, facendovi sbarco a Massaua il 29 dello stesso mese. Nel mese di novembre, con il suo battaglione, passò alle dipendenze della X Brigata indigeni, formata dagli elementi del disciolto 8º Gruppo battaglioni eritrei, e nel maggio dell'anno seguente fu trasferito nella banda irregolare comandata dal tenente Gennaro Barra. Dopo essersi difeso strenuamente da uno scontro a fuoco improvviso, cadde in combattimento a Coma il 29 agosto 1937, all'età di 33 anni, venendo insignito il 21 novembre 1938 della medaglia d'oro al valor militare alla memoria.